# 朱继圣
朱继圣（1894年—1972年），又名边埏，男，浙江鄞县人，中国实业家。

## 生平
入读宁波浙江第四中学，后考取北京清华学校（清华大学）。清华毕业后于1915年公费留学美国，入威斯康辛大学攻读经济学和货币银行学，获得硕士学位。
1920年至1923年，在美国纽约采斯国家大通银行实习，获金钥匙奖章。
1921年，归国，任北京大学、交通大学讲师。
1922年，任北京仁立公司经理、北京地毯股份有限公司总经理、天津仁立毛纺厂经理，成为京津著名实业家。曾历任北京协和医院常务董事，天津英租界工部局董事和京津一些工商组织的领导（如志诚社、联青社、扶轮社）。
建国后，历任公私合营仁立公司总经理，天津毛麻丝公司经理，天津市工商联副主委，天津市民建主委，天津市及全国人大代表，天津市人委委员，天津市政协常委、副主席，全国政协委员。

## 家庭
儿子朱起鹤为物理化学家、中国科学院院士。

## 遗迹
天津现留有朱继圣故居，位于成都路104号。